# احمد رسول‌زاده
احمد رسول‌زاده (زادهٔ ۱۵ دی ۱۳۰۹ در تبریز – درگذشتهٔ ۱۹ دی ۱۳۹۳ در تهران) مدیر دوبلاژ و صداپیشه اهل ایران بود.

## زندگی
احمد رسول‌زاده به سالِ ۱۳۰۹ در تبریز به دنیا آمد. در مدرسه دارالفنون تحصیل کرد و از سال ۱۳۲۶ با بازی در تئاتر وارد دنیای هنر شد.
در سال ۱۳۳۴ او از طریق عباس خسروانه به عرصه دوبله پا گذاشت و در استودیو سانترال با گفتن جمله‌ای در یک فیلم مصری کارش را به‌طور حرفه‌ای شروع کرد و ۲ سال بعد با دوبله فیلم «مردی که زیاد می‌دانست» (ساخته آلفرد هیچکاک، محصول سال ۱۹۵۶) به جمع مدیران دوبلاژ پیوست. او شوهر خواهر خسرو خسروشاهی دوبلور معروف بود. وی در سال ۱۳۵۹ در فیلم در محاصره ساخته اکبر صادقی ایفای نقش کرده‌است.
رسول‌زاده که به بیماری پارکینسون مبتلا بود، صبح ۱۹ دی ۱۳۹۳ در سن ۸۴ سالگی در بیمارستان ایرانمهر درگذشت.

## مدیریت دوبلاژ
احمد رسول‌زاده در کنار گویندگی، بسیاری از بهترین و شاخص‌ترین آثار سینما را دوبله کرد، از جمله فیلم «بن هور» (ویلیام وایلر، ۱۹۵۹) که در استودیو دماوند دوبله شد و از شاهکارهای تاریخ دوبله به فارسی به‌شمار می‌آید.
از دیگر فیلم‌هایی که توسط رسول‌زاده دوبله شده‌اند می‌توان به «بربادرفته» دوبله اول (ویکتور فلمینگ، ۱۹۳۹)، «جدال در آفتاب» (کینگ ویدور، ۱۹۴۶)، «سامسون و دلیله» دوبله دوم (سیسیل بی. دمیل، ۱۹۴۹)، «از اینجا تا ابدیت» (فرد زینه‌مان، ۱۹۵۳)، «نیزهٔ شکسته» (ادوارد دمیتریک، ۱۹۵۴)، «روز بد در بلک راک» (جان استرجس، ۱۹۵۴)، «سرزمین فراعنه» (هوارد هاکس، ۱۹۵۵)، «دست چپ خدا» (ادوارد دمیتریک، ۱۹۵۵)، «مرد عوضی» (آلفرد هیچکاک، ۱۹۵۶)، «درخت زندگی» (ادوارد دمیتریک، ۱۹۵۷)، «وداع با اسلحه» (چارلز ویدور، ۱۹۵۷)، «تابستان گرم و طولانی» (مارتین ریت، ۱۹۵۸)، «ضربهٔ شیطان» (اورسون ولز، ۱۹۵۸)، «خانهٔ ییلاقی» (جرج مارشال، ۱۹۵۹)، «گرگ‌های جوان» (مایکل اندرسون، ۱۹۶۰)، «شکوه علفزار» (الیا کازان، ۱۹۶۱)، «پروفسور کم‌حافظه» (رابرت استیونسون، ۱۹۶۱)، «کلئوپاترا» (جوزف ال. منکیه‌ویچ، ۱۹۶۳)، «دکتر استرنج‌لاو» (استنلی کوبریک، ۱۹۶۳)، «فرار بزرگ» (جان استرجس، ۱۹۶۳)، «رولز-رویس زرد» (آنتونی اسکوییت، ۱۹۶۴)، «کتاب آفرینش» (جان هیوستون، ۱۹۶۶)، «دانه‌های شن» (رابرت وایز، ۱۹۶۶)، «حدس بزن چه‌کسی برای شام می‌آید» (استنلی کریمر، ۱۹۶۷)، «ببوس ولی گازم نگیر» (رومن پولانسکی، ۱۹۶۷)، «پول را بردار و فرار کن» (وودی آلن، ۱۹۶۸)، «کابوی نیمه‌شب» (جان شلزینجر، ۱۹۶۹)، «پدر خوانده» دوبله اول (فرانسیس فورد کوپولا، ۱۹۷۲)، «جنون» (آلفرد هیچکاک، ۱۹۷۲)، و… اشاره کرد.
یکی از درخشان‌ترین و معروف‌ترین کارهای وی، دوبله دوم فیلم کارتونی «رابین هود» (والت دیزنی) است که از شاهکارهای دوبله کارتون در ایران به حساب می‌آید. در تلویزیون نیز سریال «خانم مارپل» از آثار شاخص وی است. معروف‌ترین اثر ایرانی که مدیریت دوبلاژش را برعهده داشت سریال مشهور «دایی جان ناپلئون» (اثر ناصر تقوایی) است.

## خصوصیات صدا
صدای او را به عنوان راوی داستان در بسیاری از فیلم‌ها می‌توان شنید. (مانند رابین هود) علاوه بر دوبله فیلم‌های داستانی، او گویندگی برنامه‌های مستند متعددی را بر عهده داشته که از جمله آنها، سلسله برنامه مستند «حیات وحش ایران» و «مستند راه ابریشم» است. آهنگ صدای او بسیار گرم و دلنشین و به یاد ماندنی است.

## گویندگی نقش‌ها
رسول‌زاده در عرصه گویندگی به‌جای بسیاری از بازیگران معروف صحبت کرد و به دلیل جنس خاص صدایش، بیشتر دوبلور مردان میان سال و پیرمردهای مهربان اما جدی و مصمم -به ویژه در آثار تاریخی- بود. یکی از درخشان‌ترین دوبله‌های نقش‌های تاریخی وی فیلم «عمر مختار» است که به‌جای آنتونی کوئین صحبت کرده‌است.
از دیگر گویندگی‌های ماندگار او، دوبله شخصیت‌های مذهبی از جمله شخصیت ابوطالب در فیلم «محمد رسول‌الله» است.
او به‌جای بازیگران بزرگی گویندگی کرده‌است که از بین آنها به موارد زیر می‌توان اشاره کرد:
- اورسن ولز در «مردی برای تمام فصول»، «تابستان گرم و طولانی»، «هتل بین‌المللی»، «کازینو رویال» و «نشانی از شر» (ضربه شیطان)
- اسپنسر تریسی در «پیرمرد و دریا»، «حدس بزن چه کسی برای شام می‌آید»، «نیزه شکسته» و «روز بد در بلک راک»
- آنتونی کوئین «عمر مختار»
- هنری فوندا در «چگونه غرب تسخیر شد»، «روزی روزگاری در غرب» و «طولانی‌ترین روز»
- جیمز میسون در «لولیتا» و «صلیب آهنین» و «گذرگاه» و «بیست هزار فرسنگ زیر دریا»
- جک هاوکینز در «بن هور» و «لورنس عربستان» (دوبله اول)
- تروور هاوارد در «شورش در کشتی بونتی» و «موریتوری»
- جان هیوستون در «کتاب آفرینش»
- الک گینس در «سقوط امپراتوری رُم»
- رکس هریسون در «رولز رویس زرد»
- ادوارد جی. رابینسون در «قمارباز سین سیناتی»
- ارنست بورگناین در «دوازده مرد خبیث»
- جورج ساندرز در «سامسون و دلیله»
- لی جی. کاب در «مرد قانون»
- دبز گریر در «مسیر سبز»
- فردریک مارچ در «هفت روز در ماه مه»
- رالف ریچاردسون در «دکتر ژیواگو»
- لیونل باریمور در «جدال در آفتاب»
- فرناندو ری در «ارتباط فرانسوی»
- ماکس فون سیدو در «جن‌گیر»
- ویکتور شوستروم در «توت‌فرنگی‌های وحشی»
- سیدنی گرین‌استریت در «عبور از اقیانوس آرام»
- آلفرد هیچکاک (راوی ابتدای فیلم) «مرد اشتباهی»
- به من می‌گن هیچ‌کس در نقش «جک بورگارد (هنری فوندا)» (دوبلهٔ دوم) - صداپیشگان دوبلهٔ اول و سوم به ترتیب؛ ابوالحسن تهامی‌نژاد و حسین عرفانی.

### کارتون (انیمیشن)
وی در انیمیشن «کتاب جنگل» به‌جای کاراکتر باگیرا (پلنگ سیاه) حرف زده‌است و راوی کارتون رابین هود بوده‌است.

### نمونه فعالیت به عنوان راوی فیلم و کارتون
سریر خون (۱۹۵۷)
رابین هود (فیلم کارتونی - ۱۹۷۳)
احمد رسول‌زاده در گفتگویی تلویزیونی، دوبله اسپنسر تریسی در فیلم «پیرمرد و دریا» (اقتباسی از اثر ارنست همینگوی) را از محبوب‌ترین کارهای خود دانسته بود.

### گویندگی در فیلم‌ها و سریال‌های ایرانی
احمد رسول‌زاده در فیلم‌های فارسی دهه ۴۰ به‌جای رفیع حالتی صحبت کرده‌است. او گوینده نسبتاً ثابت محمدعلی کشاورز در عمده آثارش (مثل کفش‌های میرزا نوروز، کاروان‌ها، سریال پدر سالار) بوده‌است و از دوبله‌های معروف او به‌جای این بازیگر را می‌توان در مجموعه تلویزیونی «دائی جان ناپلئون» به نقش دائی جان سرهنگ نام برد. او همچنین به‌جای عطاء ا… زاهد، احمد قدکچیان، جمشید مشایخی، داوود رشیدی و هادی اسلامی در برخی از فیلم‌هایشان صحبت نموده‌است.